# Devin Ratray
Devin D. Ratray (rođen 11. siječnja 1977.) američki je glumac, pjevač i tekstopisac. Najpoznatiji je po ulozi Buzz McCallistera u Sam u Kući i Sam u Kući 2: Izgubljen u New Yorku, ali je postigao noviju slavu u filmovima kao što su Nebraska i Blue Ruin .

## Život i karijera
Ratray je rođen u New Yorku, sin Ann Willis i Peter Ratray, oba glumca. Počeo je glumiti u dobi od devet godina u filmu Gdje su djeca? (1986). On je glumio kao mladić u raznim drugim programima i filmovima sve do svog glumačkog vrhunca 1990. kao Buzz McCallister, maltretirajući mlađeg brata Kevina McCalistera. Ta je uloga nastavljena 1992. u Sam u Kući 2: Izgubljen u New Yorku, gdje obitelj McCallister putuje iz Miamija u New York kako bi pronašla svog najmilijeg člana.
Krajem 2007. godine, ekipa dokumentarnog filma pratila je Ratrayove pokušaje da osvoji srce američke državne tajnice Condoleezze Rice. Koristio je "ljubavne diskove" - ljubavna pisma postavljena za glazbu i slike - kako bi je namamila i otputovala iz New Yorka, u Alabamu, Denver, Palo Alto i Washington DC kako bi osvojio. Film koji je nastao, Courting Condi, trebao je biti objavljen na jesen 2008. godine.
Ratray se pojavio kao natjecatelj u igri Cash Cab, a potom je izgubio.
Godine 2012. Ratray je igrao upravitelja uzajamnih fondova koji je zarobljen u dizalu Wall Streeta s osam stranaca, u neizvjesnom trileru Lift.
Ratray je također igrao Colea u filmu Nebraska iz 2013., Ben Gaffney u filmu Blue Ruin 2013. i pojavio se u filmu RIPD 2013. godine.
Ratray je dio benda kojeg je osnovao pod nazivom Little Bill i Beckleys u kojem nastupa kao tekstopisac, pjevač i električni gitarist. Bend je nastupao uživo u više navrata u New Yorku (gdje se grupa formirala). On je alum (1994) u srednjoj školi Fiorello H. LaGuardia u New Yorku.